# Shaker (programma radiofonico)
Shaker è un programma radiofonico in onda il sabato e la domenica dalle 19 alle 21 su RTL 102.5, condotto da Carlo Elli e Giorgia Surina. 
Storico contenitore del pomeriggio del weekend, ha cambiato diverse volte durata e conduttori: in conduzione si sono succeduti Alessandro Cattelan, Tin Tin, Moran Atias, Fernando Proce, Andrea De Sabato, Francesca Cheyenne e Grant Benson, Francesca Cheyenne e Mirko Mengozzi, Andrea De Sabato e Sara Ventura, Charlie Gnocchi e Rita Rusić, Charlie Gnocchi e Ana Laura Ribas, Charlie Gnocchi e Alessandro Greco, Gigio d'Ambrosio, fino ad arrivare a Carlo Elli e Giorgia Surina che sono ora la coppia fissa del programma.
È anche in radiovisione sul canale 736 di Sky e sul canale 36 del digitale terrestre, e della piattaforma Tivùsat.